# 東郷位照
東郷 位照（とうごう たかてる ）は、薩摩藩士。剣術示現流第四代東郷実満の長男。当初、嗣子であったが、廃嫡。
通称は藤五左衛門、長門之助。諱は、はじめ重矩（しげのり）、のち位照に改める。母は比志島義時の孫娘で、位照は家老比志島範房の養父の甥でもある。

## 人物
家伝の示現流を学んだが、性格が穏やかであり、剛毅な異母弟の東郷実勝と家督を争った末、脱藩を企てたため日向高岡郷で捕縛され、奄美大島に遠島となった。このため東郷家を廃嫡され、家督は息子の実昉が継ぐことになったが、実昉は年少であった上に母方で育ったために流儀に未熟であったため、示現流の指導は東郷家に代わって薬丸兼慶が行った。
遠島から戻ると東郷家に戻ったが、のちに弟の実勝が、延享年間に藩主島津宗信の恩赦により終身流刑地から戻ると当主で実子の実昉により追い出される。位照は大変不満であったが、仕方なく武村に移り住んだ。当然ながら息子からの援助が全くなかった。このために貧困に苦しみ、貧窮のあまり町人にまで伝授し、非難もされたと「示現流喫緊録付録系図」にある。
外城士等に示現流を教授した。父と同じく学問は十分ではなかったが、位照自身は多くの伝書を残し、今に残っている。世人は剛毅な実勝の方が示現流に通じていると思っていたが、実際に奥義に達していたのは位照だったという。晩年に東郷家に戻り、孫の実乙に奥義の全てを伝授して死去した。
薬丸兼慶の孫、兼富は、はじめ父の兼中より家伝の剣術を学んだが、位照は兼富の才能を見抜き、明和5年（1768年）久保之英邸にて、兼中、兼富父子及び久保之英に示現流の免許を伝授している。位照の死後、位照の教えを求める弟子たちは薬丸氏に教えを乞うた。